# Triumph (groupe)
Pour les articles homonymes, voir Triumph.
Triumph est un groupe de hard rock canadien, originaire de Mississauga. Huit des albums du groupe sont certifiés disques d'or ou plus. Le groupe est plus d'une fois nommé pour le Juno Award, incluant le « prix du groupe de l'année » en 1979, 1985, 1986 et 1987. L'album le plus célèbre du groupe est Thunder Seven, sorti en 1984 et contenant le titre à succès Follow Your Heart.

## Biographie

### Années 1970
Triumph est un power trio, connu sous le surnom de « Rush du pauvre. » Le style musical du groupe est du hard rock et du heavy metal, mais le groupe ne souhaite être catégorisés dans aucun de ces genres. Moore décrit Triumph comme un mélange entre Emerson, Lake and Palmer et The Who. Le style de composition du guitariste Emmett s'oriente rock progressif avec quelques éléments de musique classique ; chaque album de Triumph contient un morceau de guitare classique. Le style de Triumph ne fait pas l'unanimité parmi la presse spécialisée, comme pour la plupart des groupes de rock progressif et heavy metal. Les critiques du magazine Rolling Stone les considèrent comme un « groupe sans visage. »
Moore et Levine font la rencontre d'Emmett lors d'une nuit d'été en 1975 dans un club situé à l'ouest de Toronto, appelé The Hollywood Tavern, où Emmett jouait dans un groupe local appelé ACT III. Les trois musiciens joueront ensemble chez Moore à Mississauga. Le premier concert rémunéré de Triumph s'effectue au Simcoe High School le 19 septembre 1975, pour 750 $. Le 26 août 1978, ils sont en tête d'affiche du festival Canada Jam au Mosport Park jouant devant 110 000 personnes. Triumph signe son premier contrat avec le label Attic Records Canada. Ils signent ensuite avec RCA Records pour une distribution internationale, à l'exception du Canada. Après leur fin de contrat chez RCA, MCA Records signe le groupe et réédite leur discographie en 1984.
Le premier album de Triumph (originellement auto-intitulé mais plus tard renommé In the Beginning) est publié, suivi par leur deuxième LP, Rock and Roll Machine, qui comprend la reprise du titre Rocky Mountain de Joe Walsh par Gil Moore. En milieu 1978, Triumph participe à une promotion radio à San Antonio, suivie par cinq concerts organisé par les JAM Productions, et par une tournée canadienne avec Moxy et Trooper. Le troisième album de Triumph, Just a Game (1979), comprend le single à petit succès Hold On, qui atteindra le top 40. L'album est finalement certifié disque d'or aux États-Unis. Hold On atteint d'ailleurs la 38e place du Billboard.

### Années 1980
Les albums Allied Forces, publié en 1981, et Never Surrender, publié en 1983, sont certifiés disque d'or aux États-Unis. Triumph publie aussi quelques singles à succès modéré dans les années 1980. Allied Forces se vend à plus d'un million d'exemplaires aux États-Unis, et comprend les singles Fight the Good Fight et Magic Power qui seront diffusés à la radio.
Never Surrender comprend des chansons du groupe plus typées politique. Auparavant, Rik Emmett semblait se limiter à un seul thème politique sur chaque albums de Triumph (Just a Game, Hard Road, et Ordinary Man sont des exemples du point de vue populiste de Rik Emmett). Cependant, Never Surrender comprend pas moins de cinq hymnes. Too Much Thinking reprend des riffs de Jimi Hendrix et l'un des discours présidentiels de Ronald Reagan. Le magazine Rolling Stone attribue une étoile à Never Surrender, mais l'album est quand même certifié disque d'or avec 500 000 exemplaires vendus,. Leur album suivant, Thunder Seven, est publié sous format CD en 1984, une période durant laquelle peu de personnes possédaient un lecteur CD. Malgré deux hits, Spellbound et Follow Your Heart, l'album est un échec commercial, même sous formats vinyle et cassette audio. Thunder Seven est néanmoins certifié disque d'or par la RIAA en avril 2003.
En 1985, le groupe publie Stages, un double coffret live de leurs trois précédentes tournées. Le 7 juin 1985, Triumph se classe deuxième des Tops in Performance du Performance Magazine. En novembre 1986, leur single Somebody's Out There se classe 27e du Billboard. En 1987, le groupe tente un retour avec l'album Surveillance.

### Depuis 1990
En 1992, les membres restants recrutent Phil Xenidis, un guitariste canadien connu pour sa participation au sein de Aldo Nova et Frozen Ghost.
Le 6 avril 2008, Triumph est inclus au Canadian Music Hall of Fame dans les Juno Awards.
En 2011, le groupe réédite Allied Forces en format vinyle, pour son trentième anniversaire. Le 14 juillet 2011, Triumph Lane, à Mississauga, en Ontario, est officiellement dédié au groupe. Le 28 août 2012, le groupe publie un pack CD+DVD de leur concert en 2008 en Suède, intitulé Live at Sweden Rock Festival", distribué par le label Frontiers Records en Europe, et TML en Amérique du Nord. En 2013, Triumph est inclus aux Legends Row à une cérémonie organisée au Mississauga City Hall.

## Membres

### Membres actuels
- Rik Emmett – chant, guitare (1975-1988, depuis 2008)
- Mike Levine – basse, claviers, chœur (1975-1993, depuis 2008)
- Gil Moore – batterie, percussions, chant (1975-1993, depuis 2008)

### Anciens membres
- Rick Sanders – guitare, claviers, chant, chœur (1984–1993)
- Sebastian Bach - chant (1993)
- Dave Dunlop - guitare, chant (2008, 2019)

## Discographie

### Albums studio
- 1976 : Triumph
- 1977 : Rock and Roll Machine
- 1979 : Just a Game (en)
- 1980 : Progressions of Power
- 1981 : Allied Forces (en)
- 1983 : Never Surrender (en)
- 1984 : Thunder Seven
- 1986 : The Sport of Kings
- 1987 : Surveillance
- 1993 : Edge of Excess

### Albums live
- 1985 : Stages
- 1996 : King Biscuit Flower Hour (In Concert)
- 2003 : Live at the US Festival
- 2004 : A Night of Triumph

### Compilations
- 1988 : Classics
- 2005 : Livin' for the Weekend: Anthology
- 2006 : Livin' for the Weekend: Anthology
- 2010 : Greatest Hits Remixed

### Singles
- 1979 : Hold On (en) ; Lay It on the Line
- 1980 : I Can Survive
- 1981 : Fight the Good Fight ; Magic Power
- 1982 : Say Goodbye
- 1983 : All the Way ; Never Surrender ; A World of Fantasy
- 1984 : Spellbound
- 1985 : Follow Your Heart
- 1986 : Somebody's Out There ; Tears in the Rain
- 1987 : Long Time Gone
- 1993 : Child of the City